# Massimiliano Gioni
Massimiliano Gioni, né le 6 décembre 1973 à  Busto Arsizio (Italie), est un conservateur et critique d'art contemporain italien basé à New York.
Il est directeur artistique du New Museum. Il est le directeur artistique des la Fondation Nicola Trussardi de Milan et de la Fondation Beatrice Trussardi,,. Il a été le commissaire de la 55e Biennale de Venise en 2013,.

## Biographie

### Jeunesse et éducation
Massimiliano Gioni naît en 1973 à Busto Arsizio, en Italie, et est le plus jeune de trois frères et sœurs. À 15 ans, il remporte une bourse complète des United World Colleges et déménage pour terminer ses études secondaires au Pearson College UWC sur l'île de Vancouver, au Canada,.
Il est diplômé en disciplines des arts, de la musique et du cinéma de la Faculté de littérature et de philosophie de l'université de Bologne, en Italie,.
Dans des interviews, Gioni a déclaré qu'il avait été en contact pour la première fois avec l'art contemporain à l'âge de 13 ans, après avoir lu le livre de Lucy Lippard, Pop Art,.
Travaillant comme traducteur et éditeur pendant ses études universitaires, Gioni fonde en 1996 Trax, l'un des premiers magazines italiens d'art et de culture numériques, qui publié des écrits de, entre autres, Tracey Emin, Gilbert et George, WJ Mitchell, Hans Ulrich Obrist, Chris Ofili, Matthew Slotover, Rirkrit Tiravanija, Kara Walker, David Foster Wallace, Edmund White.

### Flash Art, 1997–2003
En 1997, Massimiliano Gioni rejoint le magazine d'art contemporain Flash Art, travaillant initialement au bureau de Milan. En 2000, il est nommé rédacteur en chef américain du magazine, quittant la publication en 2003.

### Expositions
Massimiliano Gioni organise de nombreuses expositions et biennales internationales, notamment la 55e Biennale de Venise (2013), la 8e Biennale de Gwangju (2010), la première Triennale du New Museum (co-organisée avec Lauren Cornell et Laura Hoptman en 2009), la 4e Biennale de Berlin (co-organisée avec Maurizio Cattelan et Ali Subotnick en 2006) et Manifesta 5 (co-organisée avec Marta Kuzma en 2004),,.
Au New Museum, Massimiliano Gioni organise des expositions personnelles, entre autres celles d'Ed Atkins, John Akomfrah, Paweł Althamer, Lynda Benglis, Paul Chan, Sarah Charlesworth, Roberto Cuoghi, Tacita Dean, Nicole Eisenman, Urs Fischer, Hans Haacke, Camille Henrot, Carsten Höller, Kahlil Joseph, Ragnar Kjartansson, Klara Liden, Sarah Lucas, Goshka Macuga, Gustav Metzger, Marta Minujin, Albert Oehlen, Chris Ofili, Carol Rama, Pipilotti Rist, Peter Saul, Jim Shaw, Anri Sala, Apichatpong Weerasethakul, Lynette Yiadom-Boakye et Nari Ward,,.

"Ostalgia" est une exposition qui a réuni le travail de plus de cinquante artistes de vingt pays à travers l'Europe de l'Est et les anciennes républiques soviétiques. L'exposition tire son titre du mot allemand "ostalgie", un terme qui est apparu dans les années 1990 pour décrire un sentiment de nostalgie et de nostalgie pour l'époque avant la chute du bloc communiste.  

"Ostalgia" a examiné l'art produit dans et autour de certains de ces pays, mêlant confession privée et traumatismes collectifs, traçant un paysage psychologique dans lequel des individus et des sociétés entières ont négocié leurs nouvelles relations avec l'histoire, la géographie et l'idéologie.
Les expositions collectives de Massimiliano Gioni – parmi lesquelles « After Nature », « Ghosts in the Machine », « Here and Elsewhere », « NYC 1993 : Experimental Jet Set, Trash and No Star », « Ostalgia » et « The Keeper » – sont devenues des initiatives phares du programme du New Museum,. Dans un article sur « Ostalgia » paru en 2021, le critique d'art Jerry Saltz a décrit Gioni comme « un maître de sa propre forme d'exposition à grande échelle en tant que récit, machine à remonter le temps, pédagogie agréable, roman historique devenu réalité et perspicacité ».
Pour la 55e Biennale de Venise, Massimiliano Gioni organise l'exposition autour du thème « Il Palazzo Enciclopedi » (Le Palais Encyclopédique). Le titre est un hommage à la tentative de l'artiste outsider Marino Auriti de construire un édifice contenant toutes les connaissances humaines,. L'exposition réunissait les œuvres d'artistes professionnels présentées aux côtés des créations d'amateurs, d'outsiders et de dilettantes. Parmi les nombreuses expositions, on peut citer la présentation du manuscrit enluminé de Carl Gustav Jung, « Le Livre rouge ».
Depuis 2015, il organise les présentations de la collection Tony et Elham Salame à la Fondation Aishti à Beyrouth, où il organise trois expositions, intitulées respectivement « New Skin » (2015), « Good Dreams, Bad Dreams: American Mythologies » (2016) et « The Trick Brain » (2017) ainsi que la grande exposition personnelle d'Urs Fischer au Moyen-Orient : « The Lyrical and the Prosaic » (2019).
En 2017, il est commissaire de l'exposition « Giuseppe Penone : Matrice », réalisée par la marque italienne de prêt-à-porter de luxe Fendi au Palais de la civilisation italienne (Palazzo della Civiltà Italiana) à Rome. Massimiliano Gioni faisait également partie de la commission du Ministère des Biens et Activités Culturels et du Tourisme qui sélectionne « Feuilles de pierre » de Giuseppe Penone pour être la première œuvre d'art contemporaine à être installée de manière permanente dans le centre historique de la ville de Rome,.
En 2018, à Londres, Massimiliano Gioni organise au Store X « Strange Days – Memories of the Future », une exposition-anthologie d'œuvres vidéo initialement présentées au New Museum,.
En 2019, il organise « The Warmth of Other Suns. Stories of Global Displacement »,, une collaboration entre le New Museum et la Phillips Collection à Washington, DC, et, au Museo Jumex de Mexico, il organise « Appearance Stripped Bare: Desire and the Object in the Work of Marcel Duchamp and Jeff Koons, Even », la première exposition à mettre en dialogue les œuvres de Marcel Duchamp et Jeff Koons – l'exposition a attiré plus de 440 240 visiteurs, ce qui en fait l'exposition la plus fréquentée de l'histoire du musée et l'une des expositions d'art contemporain les plus visitées au Mexique.
En 2021, Gioni fait partie du groupe consultatif de conservation – composé de Naomi Beckwith, Glenn Ligon et Mark Nash – qui a supervisé la réalisation posthume de l'exposition d'Okwui Enwezor « Grief and Grievance: Art and Mourning in America », qui avait été initialement conçue par Enwezor pour le New Museum,,.
En juin 2021, il organise à Hydra, en Grèce, The Greek Gift (« Le cadeau grec »), une petite exposition collective pour Dakis Ioannou, à la Slaughterhouse de la Fondation Deste (en),.
En juillet 2021, il organise l'installation inaugurale de la Fondation Beatrice Trussardi du sculpteur polonais Paweł Althamer,. L'installation, intitulée « Franciszek », a vu une sculpture de Saint François installée dans une cabane de montagne du XVIIe siècle en Engadine, en Suisse, réalisée par l'artiste à partir de matériaux trouvés dans la région. Elle était accompagnée d'une performance de « film en temps réel » créée par l'artiste et interprétée par des acteurs et des participants locaux,.
En septembre 2021, il organise « The Picture Gallery » de George Condo au Long Museum de Shanghai, la première grande exposition de l'artiste en Asie,.
Également en 2021, Massimiliano Gioni organise la grande exposition personnelle de Jeff Koons « Lost in America » à la galerie Al Riwaq du musée du Qatar à Doha,.

## Vie personnelle
Gioni est marié à Cecilia Alemani, conservatrice et directrice artistique de la High Line à New York,. Le couple a un fils  et réside dans l'East Village, à Manhattan, à New York,.